# Лер (Мёрт и Мозель)
Лер (фр. Leyr) — коммуна во французском департаменте Мёрт и Мозель, региона Лотарингия. Относится к  кантону Номени.

## География

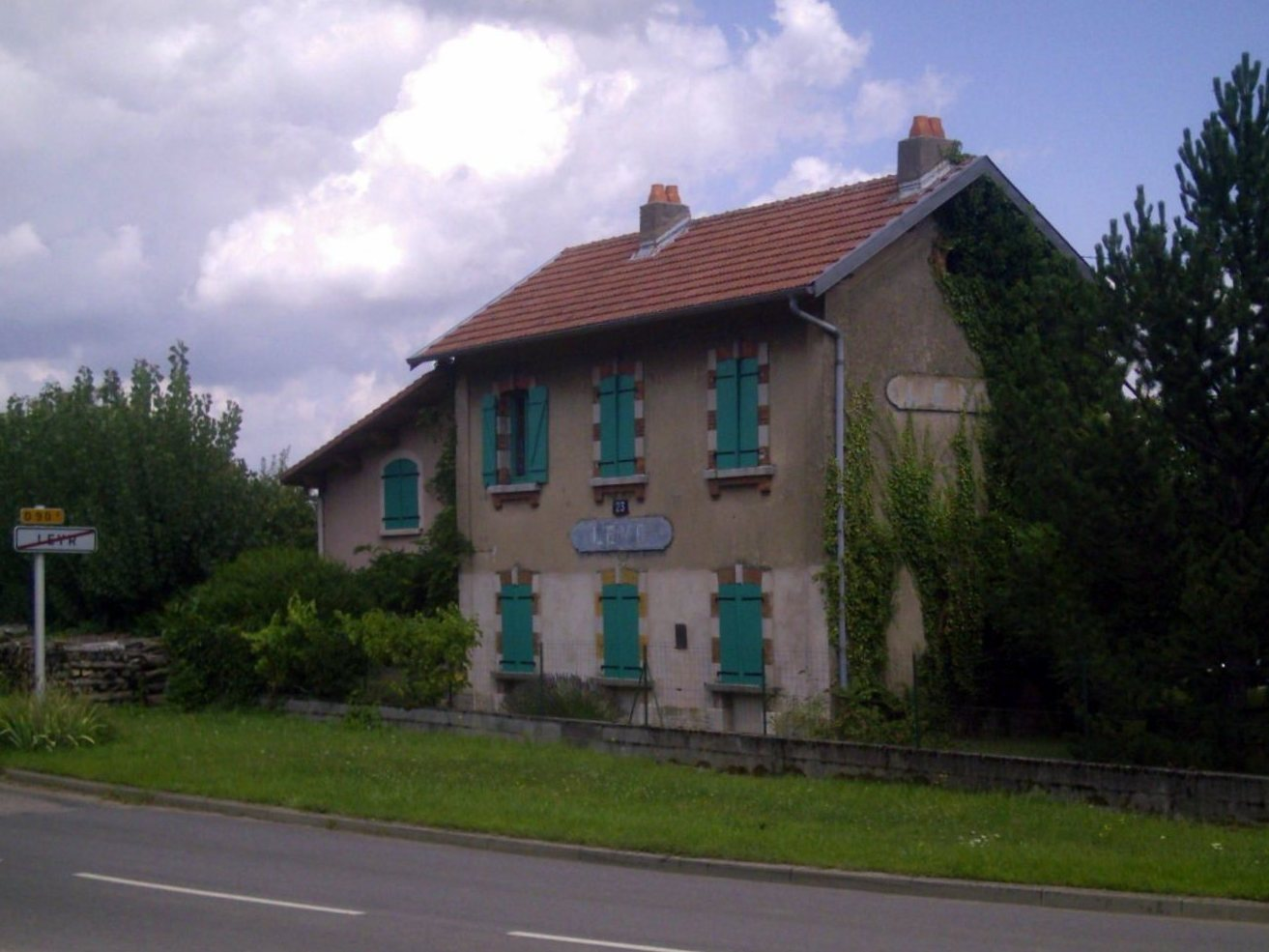
Лер. Здание бывшего железнодорожного вокзала упразднённой линии Номени—Помпе.

Лер расположен в 14 км к северу от Нанси. Соседние коммуны: Виллер-ле-Муаврон на севере, Армокур на северо-востоке, Монтенуа на западе.

## Демография
Население коммуны на 2010 год составляло 956 человек.
| 1962 | 1968 | 1975 | 1982 | 1990 | 1999 | 2010 |
| ---- | ---- | ---- | ---- | ---- | ---- | ---- |
| 622  | 609  | 557  | 662  | 770  | 865  | 956  |